# Gouvernement Edmund James Flynn
| Gouvernement Taillon | Gouvernement Taillon | Gouvernement Taillon | Gouvernement Taillon | Gouvernement Flynn | Gouvernement Flynn | Gouvernement Flynn | Gouvernement Flynn | Gouvernement Flynn | Gouvernement Flynn | Gouvernement Flynn | Gouvernement Flynn | Gouvernement Flynn | Gouvernement Flynn | Gouvernement Flynn | Gouvernement Flynn | Gouvernement Flynn | Gouvernement Marchand | Gouvernement Marchand | Gouvernement Marchand | Gouvernement Marchand | Gouvernement Marchand | Gouvernement Marchand | Gouvernement Marchand |
| 8e législature       | 8e législature       | 8e législature       | 8e législature       | 8e législature     | 8e législature     | 8e législature     | 8e législature     | 8e législature     | 8e législature     | 8e législature     | 8e législature     | 8e législature     | 8e législature     | 8e législature     | 8e législature     | 8e législature     | 9e législature        | 9e législature        | 9e législature        | 9e législature        | 9e législature        | 9e législature        | 9e législature        |
| 1896                 | 1896                 | 1896                 | 1896                 | 1896               | 1896               | 1896               | 1896               | 1896               | 1896               | 1896               | 1896               | 1897               | 1897               | 1897               | 1897               | 1897               | 1897                  | 1897                  | 1897                  | 1897                  | 1897                  | 1897                  | 1897                  |

Le mandat du gouvernement de Edmund James Flynn, du parti conservateur, devenu premier ministre du Québec à la suite de la démission de son prédécesseur Louis-Olivier Taillon, s'étendit du 11 mai 1896 au 24 mai 1897.

## Caractéristiques
C'est le lieutenant-gouverneur Joseph-Adolphe Chapleau qui a choisi Edmund James Flynn pour succéder à Louis-Olivier Taillon. Il veut ainsi empêcher Guillaume-Alphonse Nantel ou Thomas Chase-Casgrain, des ultramontains notoires membres des anciens cabinets Taillon et De Boucherville, de diriger la province.
Flynn tente un réel effort pour rehausser l'image du gouvernement conservateur, terni par la hausse des taxes et la crise économique des dernières années, mais il est incapable de contrer la popularité de Laurier et des libéraux. Sa défaite entraîne le début d'un règne du Parti libéral qui va durer près de quarante ans.

## Chronologie
- 11 mai 1896: assermentation du cabinet Flynn devant le lieutenant-gouverneur, Joseph-Adolphe Chapleau.
- 23 juin 1896: élections fédérales: le chef du Parti libéral, Wilfrid Laurier, devient le nouveau premier ministre du Canada.
- 8 juillet 1896: un dernier décret du gouvernement fédéral de Charles Tupper agrandit la superficie du Québec, qui reçoit la région de l'Abitibi jusqu'à la rivière Eastmain.
- 17 novembre 1896: ouverture de la sixième session de la Huitième Législature. Flynn annonce de nouveaux subsides aux chemins de fer et la suppression de la taxe de 1892 sur les mutations de propriété.
- 9 janvier 1897: la session se termine par un vote de secours aux sinistrés de Roberval, qui vient d'être dévastée par un incendie.
- 27 février 1897: Flynn déclenche des élections générales pour le 11 mai. Chez les libéraux, la campagne électorale est axée davantage sur la figure emblématique de Wilfrid Laurier, premier francophone québécois à devenir premier ministre du Canada, que par son programme. D'ailleurs, ils transforment le mot d'ordre « Votez pour Marchand contre Flynn » en « Votez pour Laurier contre Flynn ».
- 11 mai 1897: Flynn est défait aux élections. Il ne remporte que 23 sièges sur 74 alors que le Parti libéral en rafle 41.

## Composition

### 1896 à 1897
Formation le 11 mai 1896 :
- Edmund James Flynn : premier ministre, commissaire des Travaux publics
- Albert William Atwater : trésorier provincial
- Michael Felix Hackett : secrétaire de la province
- Louis-Philippe Pelletier : procureur général
- Louis Beaubien: commissaire de l'Agriculture et de la Colonisation
- Guillaume-Alphonse Nantel : commissaire des Terres de la Couronne
- Thomas Chapais : président du Conseil exécutif

Remaniement le 12 janvier 1897 :
- Louis Beaubien : commissaire de l'Agriculture
- Thomas Chapais : président du Conseil exécutif, commissaire de la Colonisation et des Mines
- Guillaume-Alphonse Nantel : commissaire des Terres, Forêts et Pêcheries.

### 1897
Après le remaniement du 12 janvier 1897
- Edmund James Flynn : premier ministre, commissaire desTravaux publics
- Albert William Atwater : trésorier provincial
- Michael Felix Hackett : secrétaire provincial
- Louis-Philippe Pelletier : procureur général
- Louis Beaubien : commissaire de l'Agriculture
- Thomas Chapais : président du Conseil exécutif, commissaire de la Colonisation et des Mines
- Guillaume-Alphonse Nantel : commissaire des Terres, Forêts et Pêcheries